# آرسلور میتال

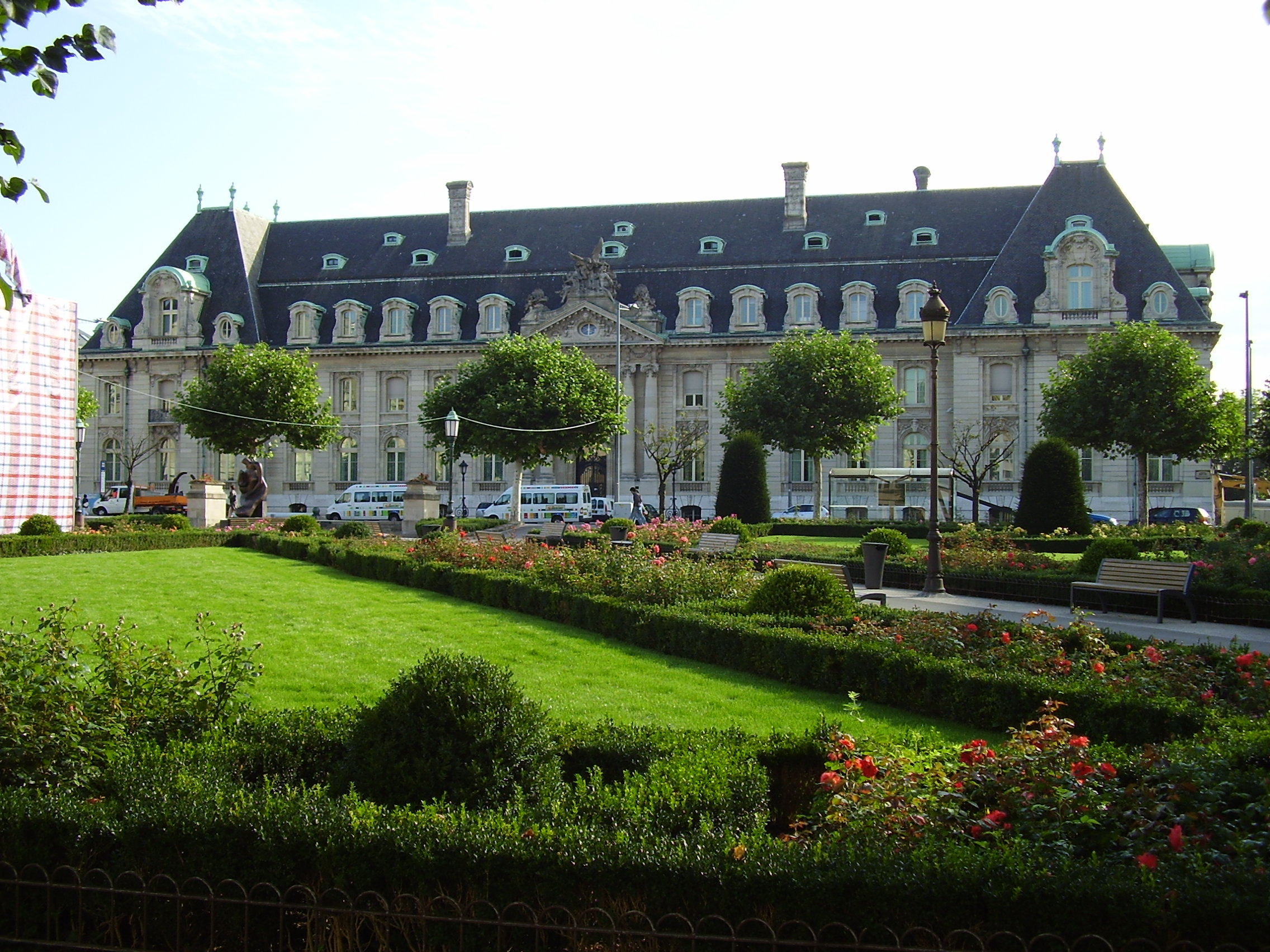
ساختمان مرکزی آرسلورمیتال، در لوکزامبورگ سیتی

آرسلور میتال اس.ای. (به انگلیسی: ArcelorMittal S.A.) شرکت فولادسازی چندملیتی است، که دفتر مرکزی آن در لوکزامبورگ سیتی، لوکزامبورگ مستقر می‌باشد. این شرکت در سال ۲۰۰۶ و در پی خریداری و تصاحب شرکت آرسلور توسط شرکت فولاد میتال، سپس ادغام دو شرکت تأسیس شد.
شرکت آرسلورمیتال بزرگترین تولیدکننده فولاد در جهان می‌باشد، که تولید فولاد خام آن در سال ۲۰۱۱ معادل حدود ۱۰۰ میلیون تن برآورد شده‌است. در سال ۲۰۱۲ این شرکت در فهرست فورچون جهانی ۵۰۰ در رتبه ۷۰ از بزرگترین شرکت‌های جهان قرار گرفت. لاکشمی میتال ثروتمندترین فرد بریتانیا و آسیا در خلال سال‌های ۲۰۰۸ تا ۲۰۱۱ و یکی از ثروتمندترین افراد جهان، مالک آرسلورمیتال است.
بخشی از سهام این شرکت در بازارهای بورس لوکزامبورگ، بورس نیویورک، بورس مادرید، بورس ژوهانسبورگ، یورونکست پاریس و یورونکست آمستردام دادوستد می‌شود.

## تاریخچه

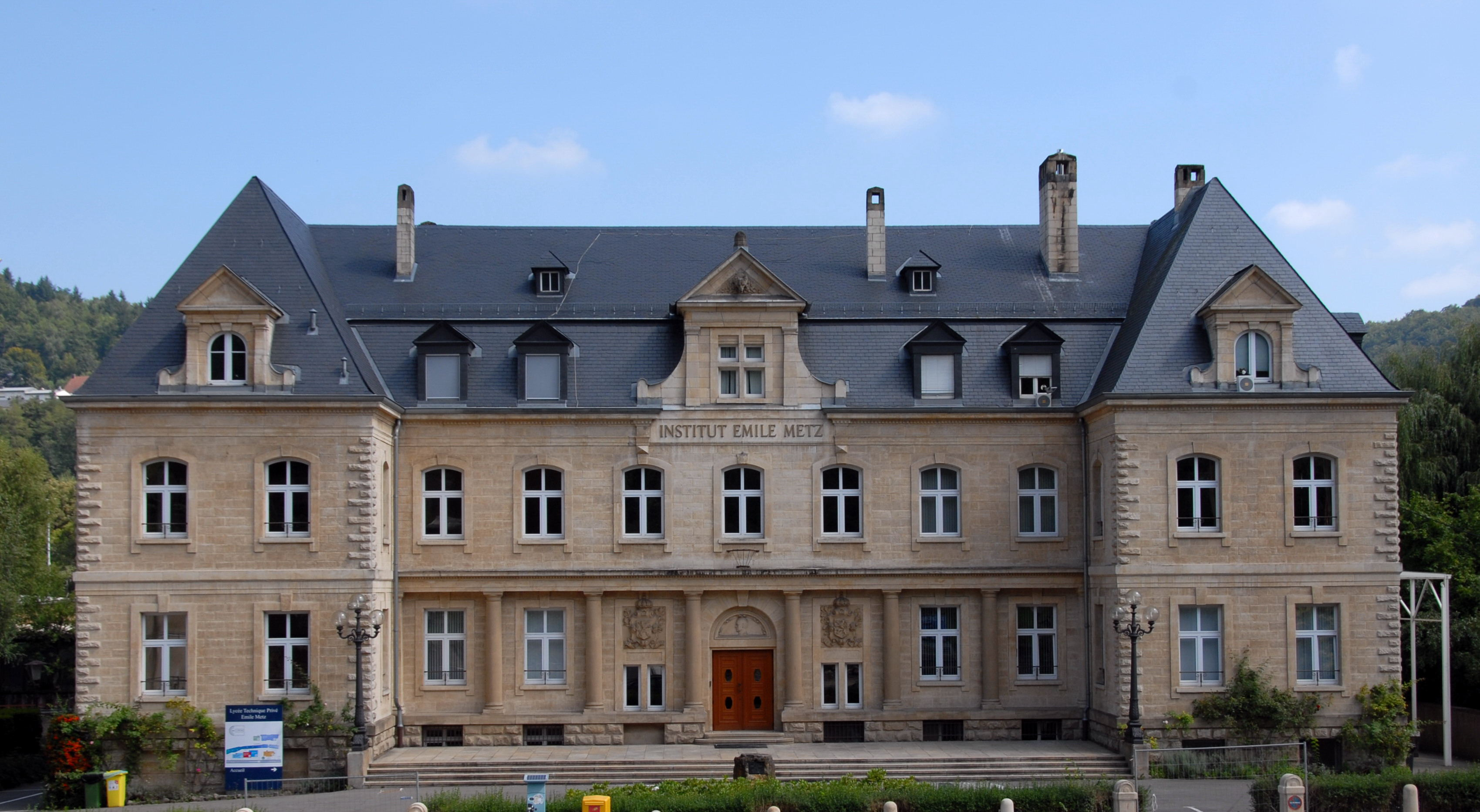
انستیتوی خصوصی امیل متز، متعلق به آرسلورمیتال

بنیان آنچه امروزه شرکت آرسلور میتال نامیده می‌شود و به‌عنوان غول تولید فولاد جهان، نامدار است، در سال ۱۹۷۶ پایه‌گذاری شد، یعنی زمانی‌که لاکشمی میتال با سرمایه پدری، کارخانه فولادی را، در کشور اندونزی خریداری کرد. شم قوی اقتصادی در خرید شرکت‌های فولاد، باعث شد که روند خرید و ادغام این شرکت‌ها، توسط میتال به‌مرور ادامه یابد. در سال ۱۹۸۹ ظرفیت تولید سالیانه این شرکت، به ۴۲۰ هزار تن می‌رسید.
در سال ۱۹۹۲ میزان تولید، از مرز یک میلیون تُن گذشت و یک سال بعد، به ۱٫۴ میلیون تن رسید. در سال ۱۹۹۵ ظرفیت تولید این شرکت به ۵٫۶ میلیون تن و در سال ۲۰۰۰ میلادی، از مرز ۲۰ میلیون تن گذشت.
خرید شرکت‌های متفرقه فولاد در کشورهای مختلف و به‌ویژه اروپای شرقی و اتحاد جماهیر شوروی سابق، که همگی عمومأ دولتی و در حال ورشکستگی بودند، ادامه یافت. شرکت آهن و فولاد ترینیداد، در سال ۱۹۸۹ و شرکت فولاد هامبورگ در سال ۱۹۹۵ توسط این شرکت خریداری شد.
پس از تأسیس شرکت فولاد بین‌المللی ال‌ان‌ام، به‌عنوان شرکت مادر و ادغام با شرکت ایسپات، در سال ۲۰۰۴ شرکت فولاد میتال پدید آمد.
از سال ۲۰۰۱ و تا پیش از خرید آرسلور، شرکت فولاد میتال، دو برابر شد. در همان سال، با خرید گروه فولاد آمریکا، شرکت فولاد میتال به بزرگترین شرکت تولیدکننده فولاد جهان، تبدیل شد و تولید آن به ۵۷٫۵ میلیون تن رسید.
پس از بحث و جدل‌های فراوان در زمینه خرید شرکت آرسلور که دومین شرکت بزرگ تولید فولاد جهان محسوب می‌شد، بالاخره میتال موفق به خرید آرسلور در سال ۲۰۰۶ شد و بدین ترتیب شرکت میتال به‌عنوان بزرگترین تولیدکننده فولاد جهان بااختلاف بسیار نسبت به دیگر رقبا قرار گرفت.
اکنون، شرکت میتال پس از خرید آرسلور، با تولید حدود ۱۰۰ میلیون تن فولاد، حدود سه برابر بیشتر از شرکت ژاپنی نیپون استیل و چهار برابر بیشتر از شرکت کره‌ای پوسکو، فولاد تولید می‌کند! رقبای دوم و سوم به‌ترتیب ۳۴٫۵ و ۲۵٫۶ میلیون تن فولاد در سال، تولید می‌کنند.

## حوزه فعالیت
شرکت آرسلور میتال به‌عنوان غول صنعت فولاد، انواع محصولات فولادی را تولید و عرضه می‌کند. این محصولات شامل محصولات فولاد تخت و بلند است. محصولات تخت شامل تختال (اسلب)، ورق، ورق نورد گرم‌شده، ورق نورد سردشده، ورق فولاد گالوانیزه، ورق آلومینایزشده و ورق رنگی است. محصولات فولاد بلند نیز شامل شمش، مفتول، میل‌گرد ساده و آج‌دار در مقاطع مختلف، سیم، میخ، سیم بُکسل، انواع مقاطع مانند نبشی، سپری، ریل، تیر آهن، پروفیل و انواع لوله است.
علاوه بر فولاد، شرکت آرسلور میتال، آهن اسفنجی نیز تولید می‌کند. میزان تولید آهن اسفنجی این شرکت بیش از ۱۱ میلیون تن (سال ۲۰۰۵) است. میتال سعی بر آن دارد، که مواد خام و اولیه تولید آهن و فولاد را نیز، خود تهیه کند. بدین جهت هم‌اکنون، این شرکت چهارمین تولیدکننده سنگ معدن آهن در جهان است و ۵۰٪ درصد نیاز خود را، تأمین می‌کند.
این شرکت از سال ۲۰۰۸، بیش از ۸۰٪ درصد سنگ آهن موردنیاز خود را در درون شرکت تأمین می‌کند. آرسلور میتال، در تأمین کک نیز خودکفا است و حدود ۴۰٪ درصد زغال سنگ را نیز خود تأمین می‌نماید. شرکت میتال در زیرساخت‌های موردنیاز صنعت فولاد، ترابری، نیروگاه و توزیع انرژی و نیز استخراج معادن فعال است.

## سیاست‌های کاری

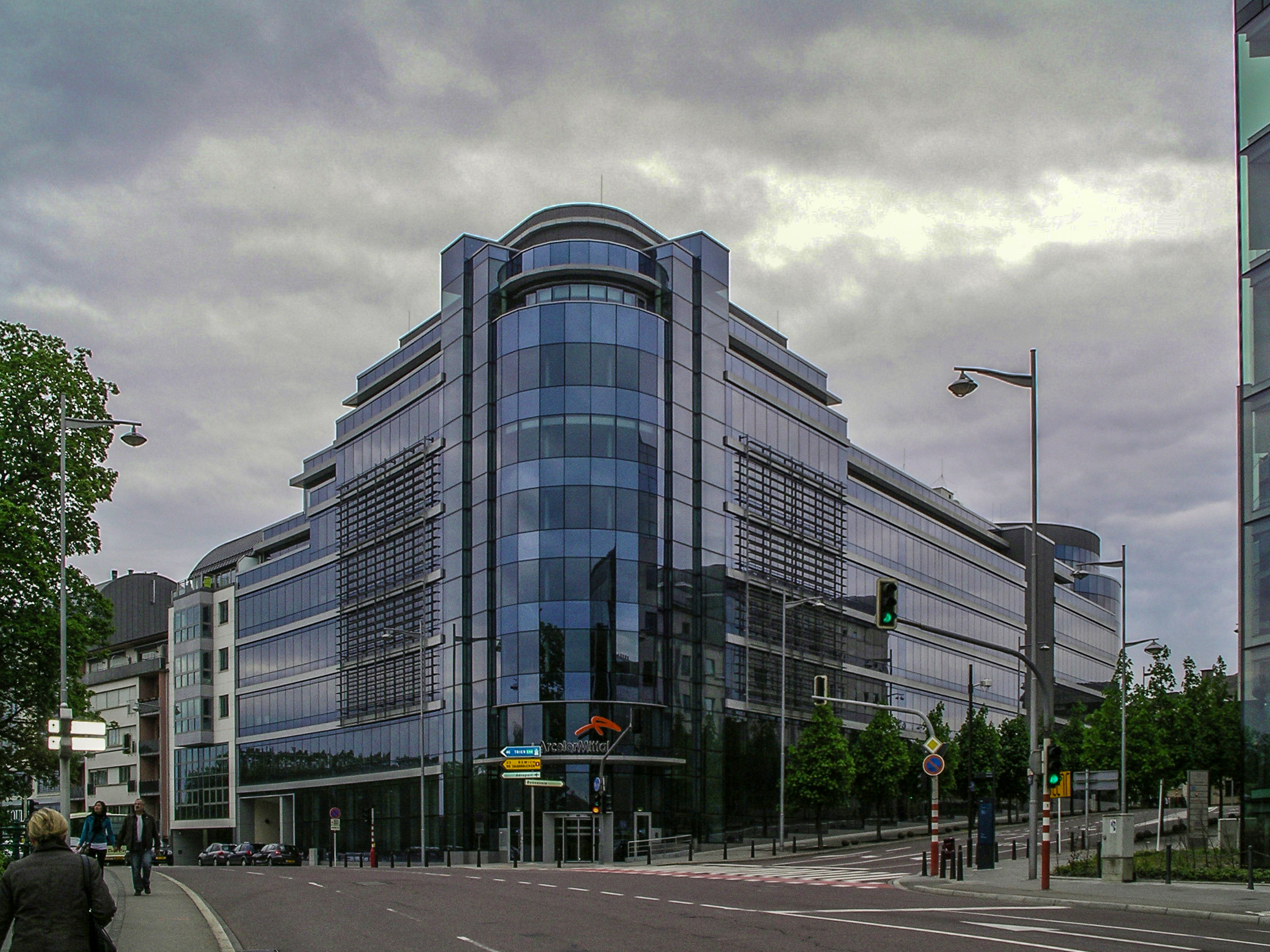
ساختمان اداری آرسلورمیتال در لوکزامبورگ

شرکت فولاد میتال پس از خرید آرسلور، با تولید حدود ۱۰۰ میلیون تن فولاد، به‌تنهایی حدود ۱۰٪ درصد فولاد جهان را تولید می‌کند و بنابراین قدرت بلامنازع فولاد جهان محسوب می‌شود.
شرکت آرسلور میتال نه‌تنها بزرگترین، بلکه موفق‌ترین شرکت در صنعت فولاد محسوب می‌شود. این شرکت چندملیتی، مالک ۶۱ کارخانه، در ۲۷ کشور جهان است، که در ۴ قاره پراکنده می‌باشند.
۳۲۰٫۰۰۰ نفر کارکنان این شرکت از حدود ۵۰ ملیت مختلف هستند و شرکت ۵٫۰۰۰ مشتری عمده در ۱۵۰ کشور جهان دارد. کارخانجات فولاد میتال در آمریکای شمالی، آمریکای جنوبی، اروپای غربی، آفریقا، اروپای شرقی و کشورهای مستقل همسود، در صدر شرکت‌های تولیدکننده فولاد قرار دارند و تولیدات خود را در حوزه‌های مختلف خودرو، مهندسی و صنایع خانگی عرضه می‌کنند. میتال رهبر بازار فولاد، برای صنعت خودروسازی ایالات متحده آمریکا و اروپا است.
باتوجه به اینکه شیوه میتال، خرید شرکت‌های غیربهره‌ور فولاد در مناطق مختلف جهان و بهره‌ور ساختن آنها، با روش‌های مدیریتی و فناوری است، عموماً سعی در استفاده از آهن قراضه به‌عنوان ماده فلزی در تولید فولاد دارد. این امر به کاهش قیمت تمام‌شده و کاستن از اثرات بد زیست‌محیطی، در صنعت فولادسازی منجر می‌شود.

## خرید شرکت آرسلور
شرکت فولاد میتال در ادامه روش منحصربه‌فرد مالکش، لاکشمی میتال در خرید شرکت‌های کوچک و بزرگ فولاد و سودده کردن آن‌ها، در اواسط سال ۲۰۰۵ شروع به رایزنی برای خرید شرکت لوکزامبورگی آرسلور، به‌عنوان دومین شرکت بزرگ تولید فولاد، نمود. مذاکرات مدیران دو غول صنعت فولاد، سرانجام با پیشنهاد ۲۷ میلیارد یورویی میتال، برای خریداری آرسلور، در ۲۷ ژانویه ۲۰۰۶ به‌اتمام رسید و گای دول؛ مدیرعامل آرسلور، تسلیم خواسته لاکشمی میتال شد. فایننشیال تایمز، سود این خرید و ادغام را، برای شرکت میتال؛ ۲۱ میلیارد دلار برآورد کرده‌است.

## استراتژی
عنصر اصلی در استراتژی شرکت آرسلور میتال، وحدت در تولید محصول نهایی و عرضه به مشتری‌های آن، در سراسر جهان است. امروزه تنها فولادساز جهانی (به‌مفهوم واقعی) آرسلور میتال است، که کارخانجات تولید محصولات فولادی آن، در کشورهای: ایالات متحده آمریکا، کانادا، مکزیک، ترینیداد و توباگو، فرانسه، آلمان، جمهوری چک، لهستان، رومانی، مقدونیه، اوکراین، قزاقستان، الجزایر، چین و آفریقای جنوبی مستقر می‌باشند.

ساختمان اداری آرسلور میتال، در کراکوف، لهستان

## منابع انسانی

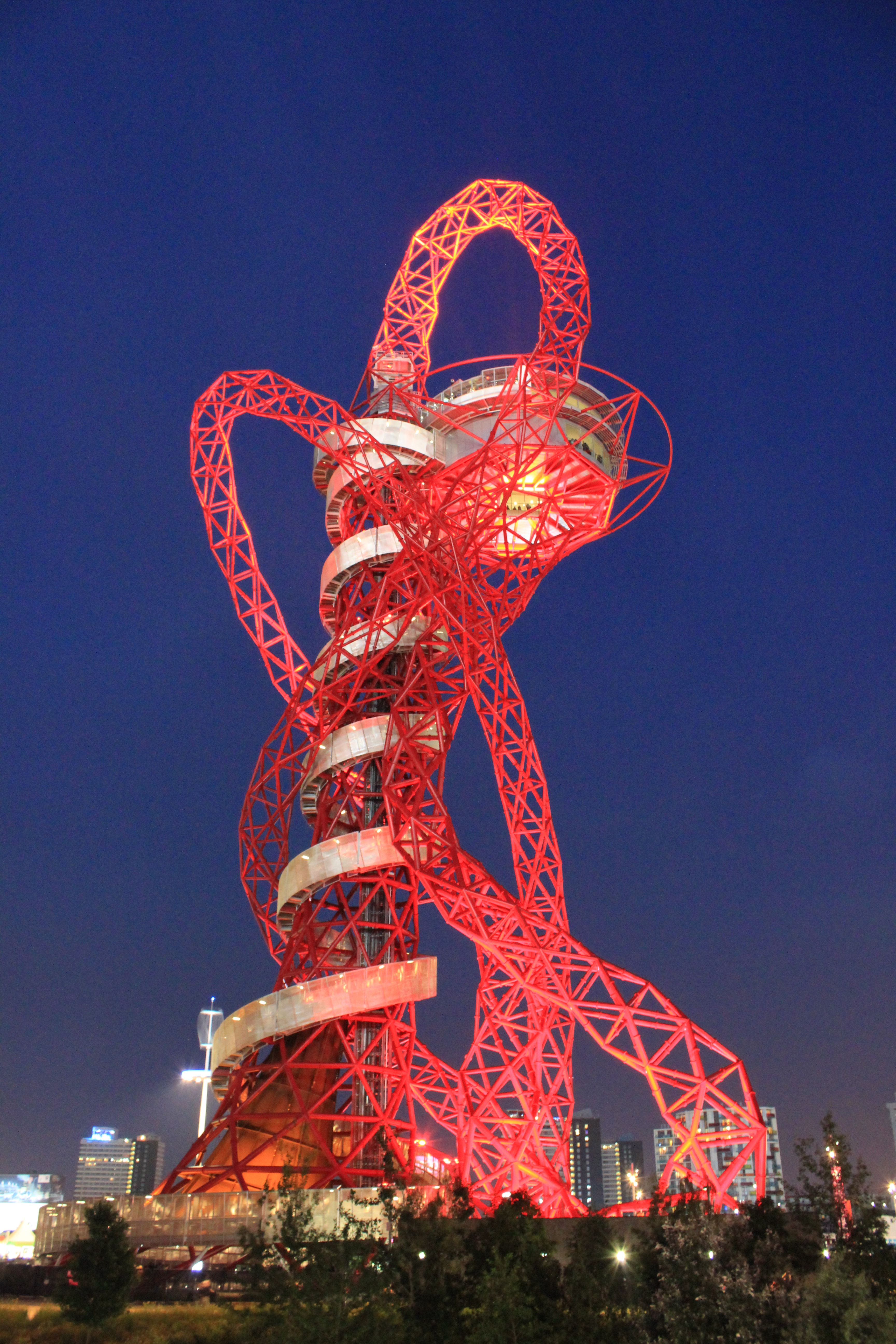
برج آرسلورمیتال اوربیت، مستقر در لندن، که بین ورزشگاه المپیک لندن و مرکز ورزش‌های آبی لندن واقع شده است

### حجم معاملات

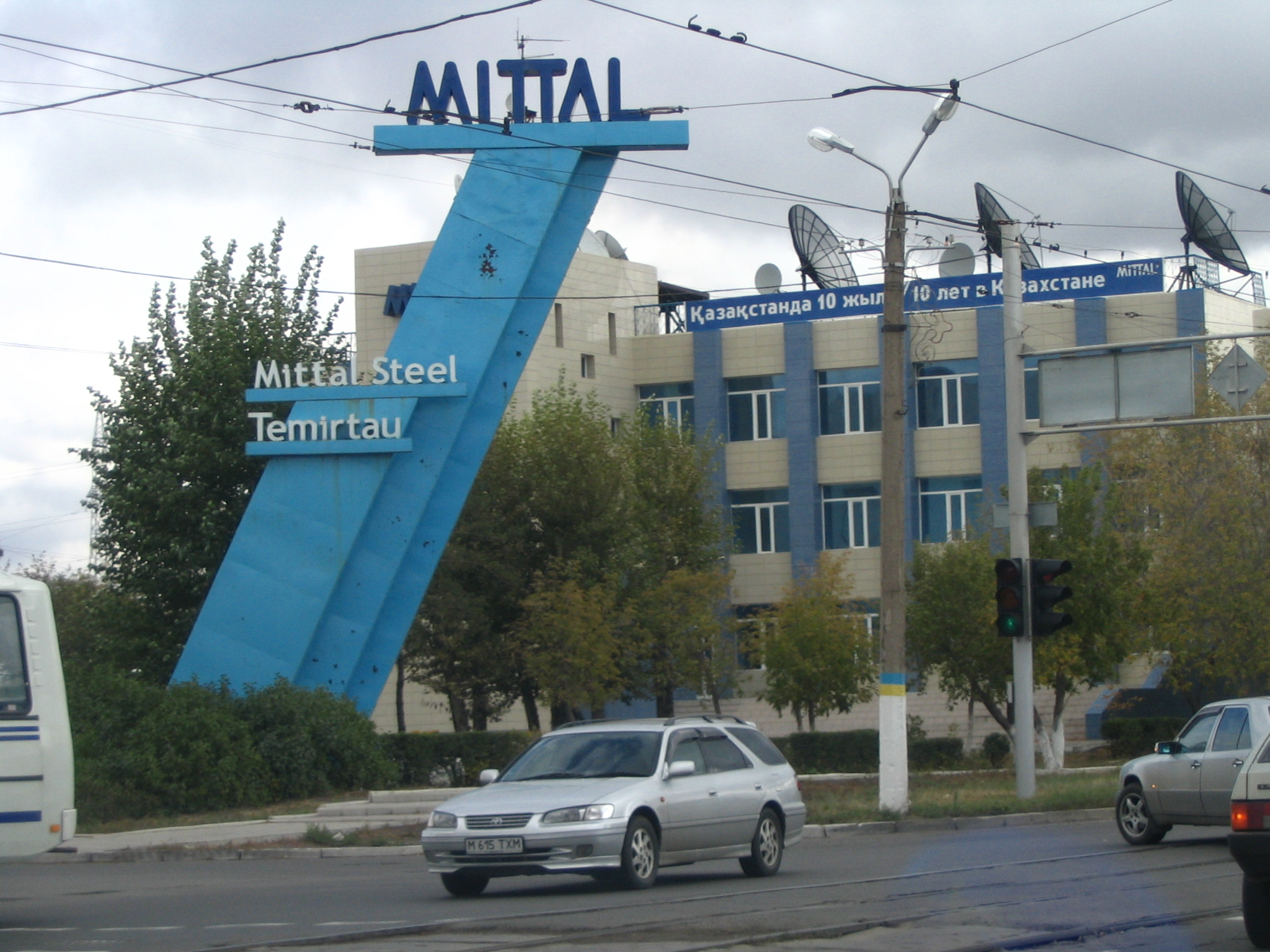
ساختمان اداری شرکت فولاد میتال در تمیرتائو، قزاقستان

### مدیرعامل

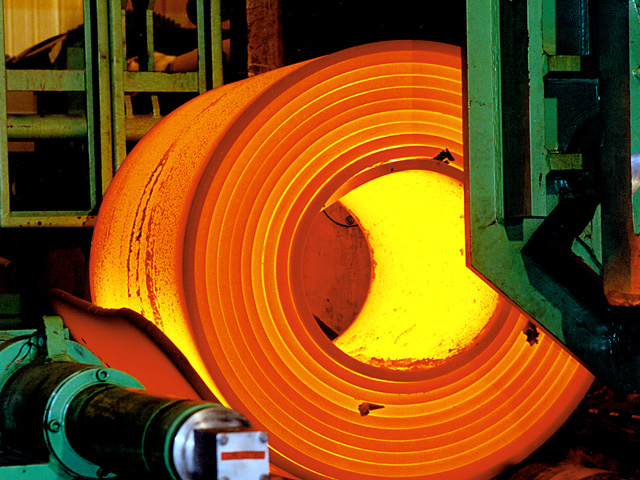
کارخانه تولید فولاد چندلایه، متعلق به توبارآو؛ از زیرمجموعهٰ‌های آرسلورمیتال

### هیئت مدیره

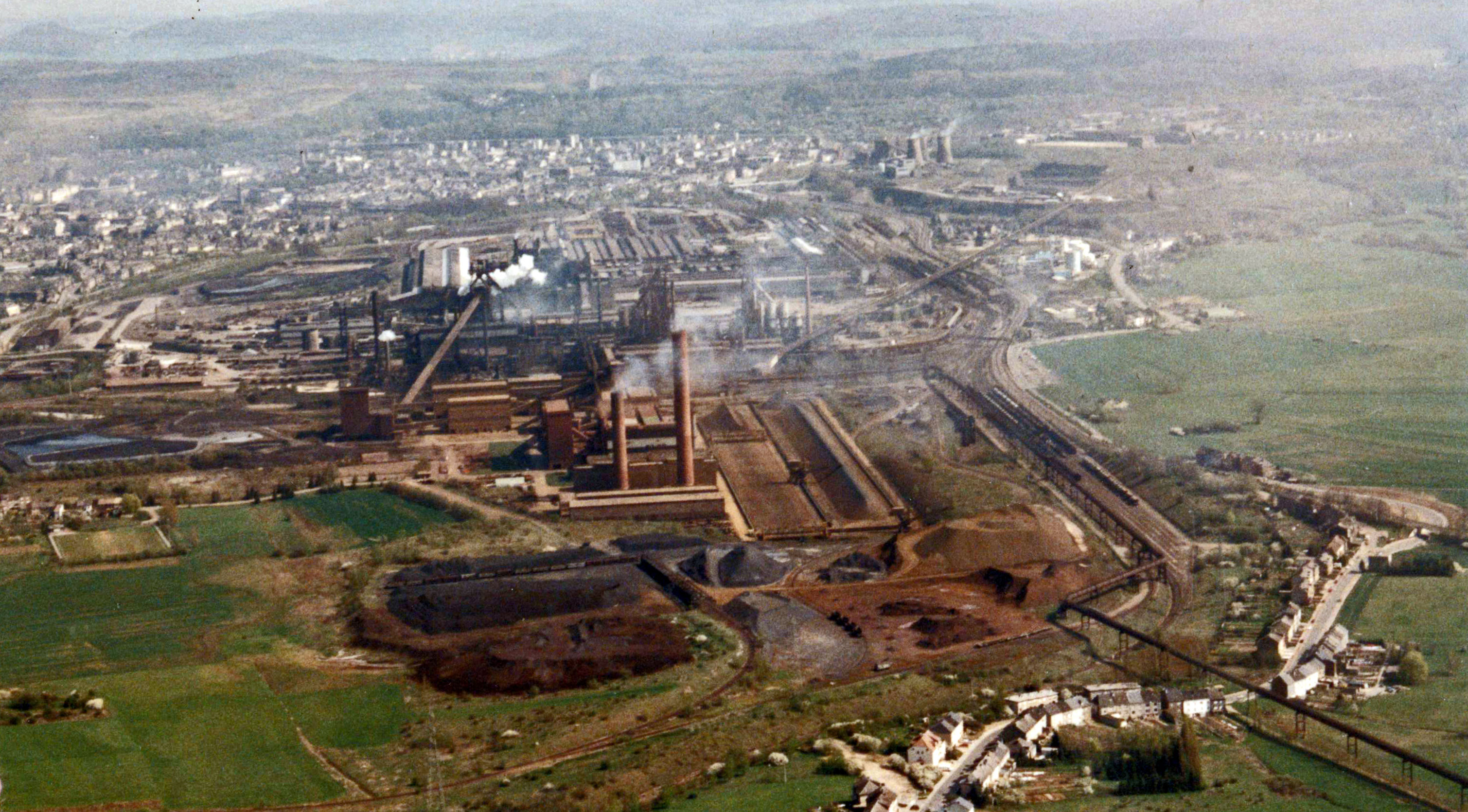
واحد آربد بالوال لوکزامبورگ، متعلق به آرسلورمیتال